# Protestantische Kirche in Osttimor

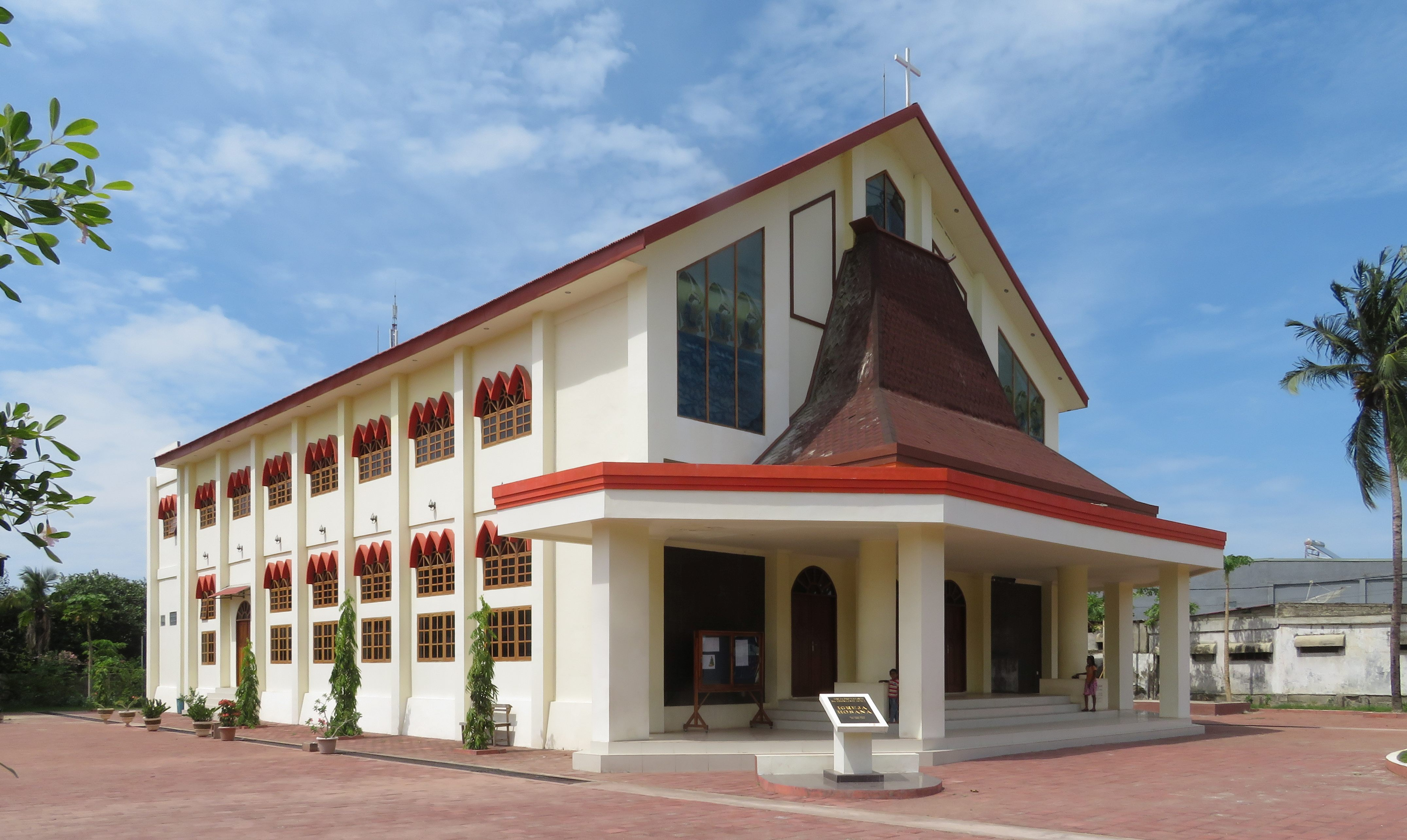
Die Hosana-Kirche der IPTL in Motael (Dili)

Die reformierte Protestantische Kirche in Osttimor (tetum Igreja Protestante iha Timor Lorosa'e, IPTL), ehemals Christliche Kirche Osttimors (indonesisch Gerja Kristen Timor Timur, GKTT), ist die größte evangelische Kirche in Osttimor. Nach eigenen Angaben gehören ihr 17.000 Mitglieder an. 2018 gehörten zur die IPTL 28 Pastoren, die für 74 Gemeinden in fünf Gebieten zuständig waren. Geleitet wird die Kirche von Moderator Domingos Alves (Stand: 2023).

## Geschichte

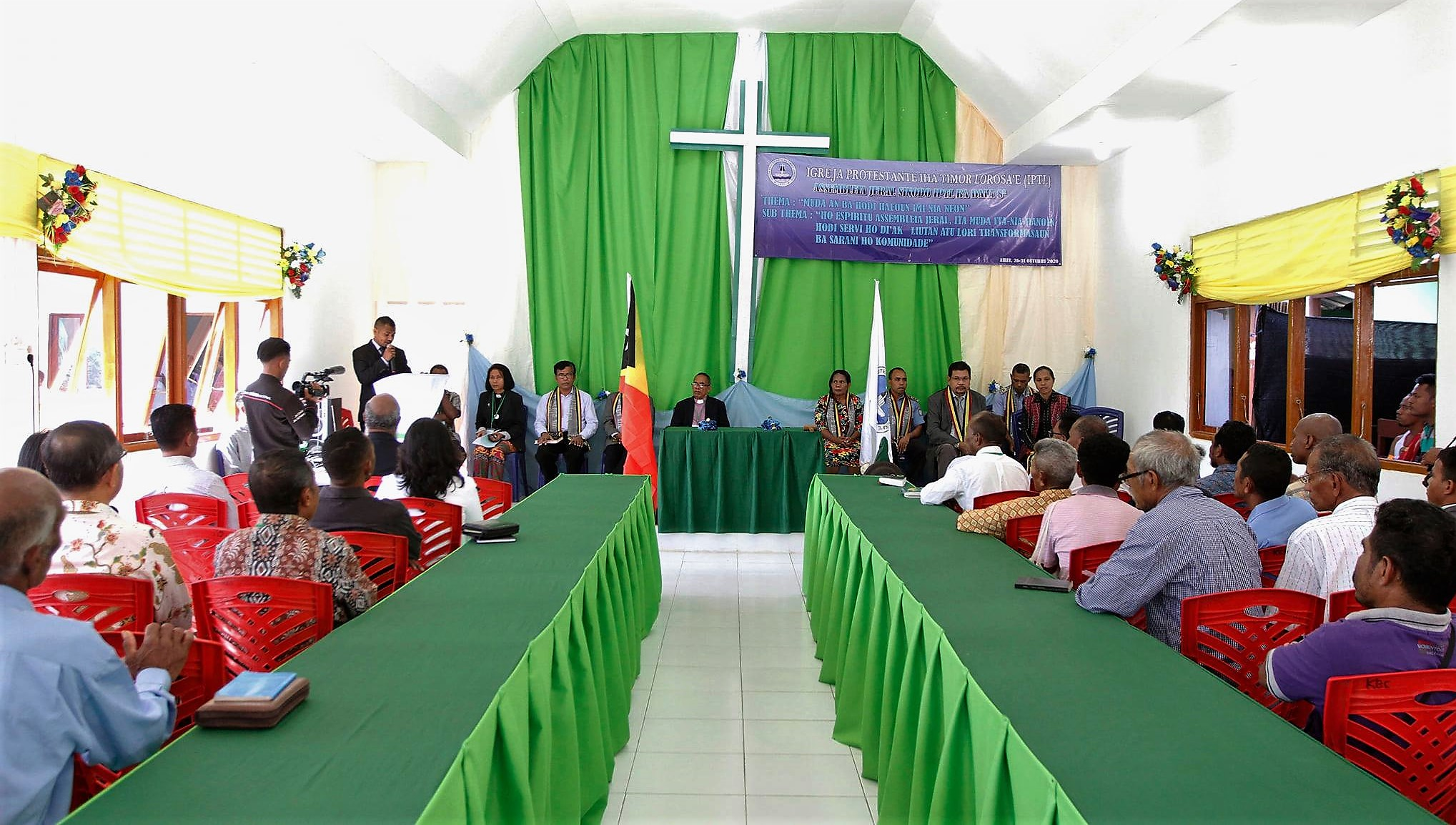
Generalversammlung der IPTL 2020

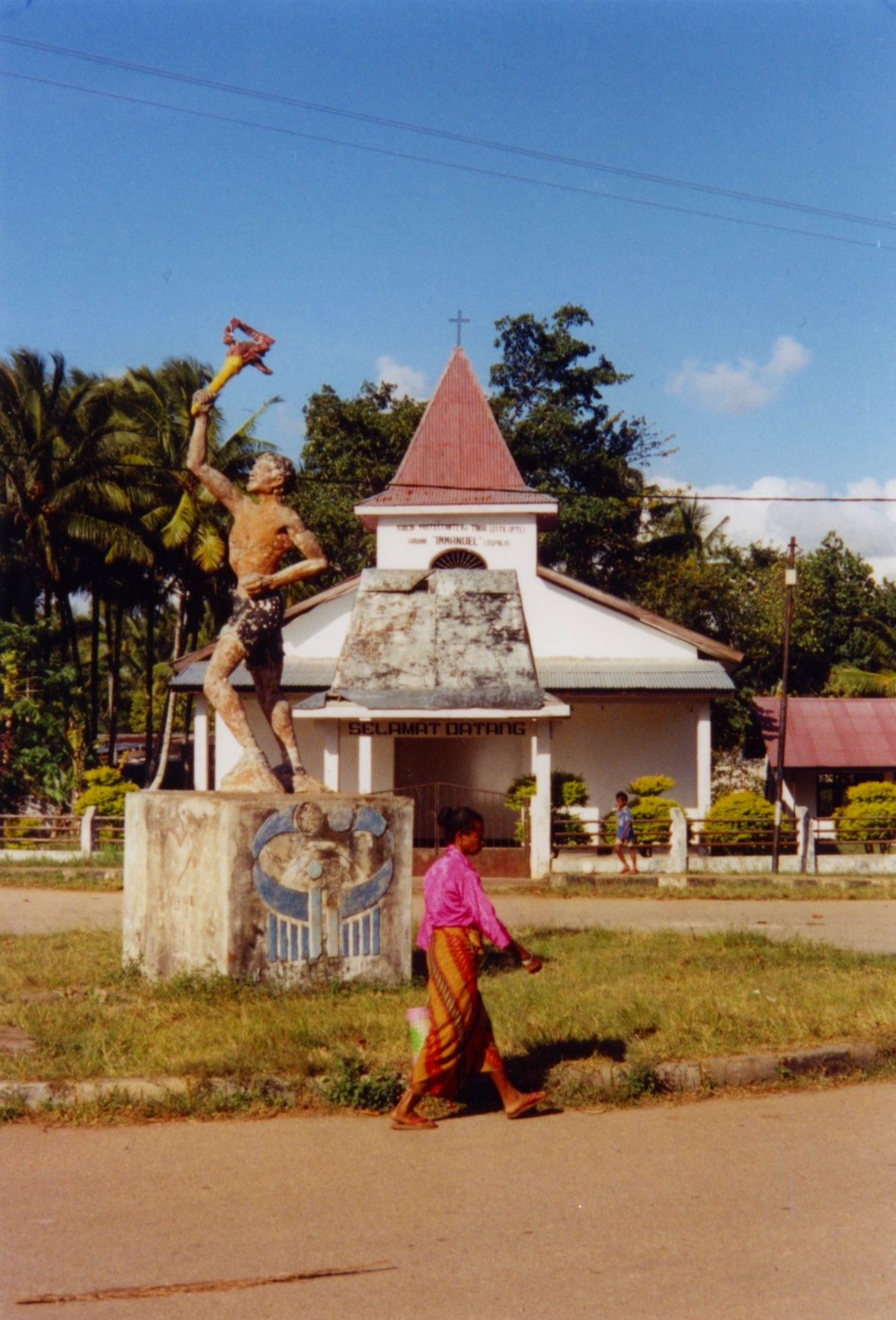
Immanuel-Kirche der IPTL in Lospalos

Mitte der 1940er Jahre erhielten einige Familien in Baucau Bibeln von Ausländern. Kurz darauf begannen sie sich zu Bibelstudien und gemeinsamem Beten zu treffen. Andere schlossen sich ihnen an und gründeten so eine evangelische Glaubensgemeinschaft. Zu den Gründern gehörte auch die Pastorin Maria de Fátima Wadhoomall Gomes, die 1978 gemeinsam mit ihrem Mann José Agusto Seabra Gomes den Protestantismus auf Atauro erneuerte. 1979, während der indonesischen Besatzungszeit, gründeten diese Protestanten die Christliche Kirche Osttimors (GKTT). 1988 wurde die GKTT in die indonesische Gemeinschaft der Kirchen (PGI) aufgenommen. Der erste Moderator, wie ihr leitender Pfarrer in reformierter Tradition genannt wurde, war Vincente de Vasconcelos Ximenes.
In der Besatzungszeit waren viele der Mitglieder der GKTT indonesische Verwaltungsangestellte, Beamte und Soldaten. Zu Spitzenzeiten hatte die GKTT 30.000 Mitglieder, 44 ordinierte Pastoren und 52 ausgebildete Evangelisten. Die meisten GKTT-Geistlichen erhielten ihre Ausbildung in indonesischen theologischen Bildungseinrichtungen und ihr System wurde nach indonesischem Vorbild aufgebaut. Im Allgemeinen galt die Kirche in der Bevölkerung Osttimors als pro-indonesisch und gegen die Unabhängigkeit eingestellt, während der Großteil der protestantischen Führer versuchte, sich aus der Politik herauszuhalten. Zu Menschenrechtsverletzungen schwiegen sie meistens, doch waren viele heimlich im Kontakt mit der Widerstandsbewegung FALINTIL. Offene Kritik an der Besatzungsmacht kam stattdessen vom katholischen Bischof Belo. Anfang der 1990er Jahre wurde Arlindo Marçal Moderator der GKTT und die Kirche ging nun mehr auf Distanz zu Indonesien. Die GKTT wurde Mitglied des Reformierten Weltbundes und Marçal positionierte sich als Befürworter der Unabhängigkeit Osttimors, der bei Christen im Ausland um Unterstützung warb. So war er Gast zweier Generalversammlungen der Presbyterianischen Kirchen in den USA.
Während der Krise in Osttimor 1999 im Umfeld des erfolgreichen Unabhängigkeitsreferendums am 30. August wurden alle 60 Gebäude der GKTT von Milizen zerstört. Einige der Kirchen wurden von den eigenen, pro-indonesischen Gläubigen oder gar Pastoren angezündet. Nur vier Pastoren waren nach den Unruhen noch in Osttimor tätig. Die meisten Pastoren und auch ihre Anhänger waren in das indonesische Westtimor geflohen. Einige nahmen dabei auch Kircheneigentum mit. Vom GKTT-Generalsekretär und amtsführenden Moderator Francisco Maria de Vasconcelos, Sohn von Vincente de Vasconcelos Ximenes, wurde fälschlicherweise gemeldet, er sei erschossen worden. Er hatte sich jedoch mit etwa hundert anderen Flüchtlingen in die Berge bei Dili vor den Unruhen in Sicherheit gebracht. Arlindo Marçal wechselte in die Politik und wurde Generalsekretär der Partido Democrata Cristão (PDC).
Nach dem Abzug der Indonesier erfolgte die Umbenennung der GKTT zur IPTL. 2003 kam es bei einer Synode der IPTL zum Eklat zwischen dem prominenten Pastor Daniel Marçal, einem Cousin von Arlindo, und Francisco Maria de Vasconcelos. Vasconcelos schlug Marçal ein blaues Auge und wurde deswegen verhaftet. Daniel Marçal setzte sich danach für die Freilassung Vasconcelos’ ein und trat als Generalsekretär zurück. Stattdessen wurde er Programm Officer beim Church World Service. Vasconcelos versöhnte sich wieder mit ihm. Allgemein wird die große Belastung, die auf Vasconcelos lag, als Grund für den Zwischenfall angesehen. Im Juli 2004 wurde Vasconcelos zum Moderator der Kirche gewählt. Zu diesem Zeitpunkt war sie nahezu insolvent und hatte nur noch 17.000 Mitglieder, 29 Pastoren und 57 Evangelisten. Zudem begannen sich andere protestantische Kirchen in Osttimor auszubreiten, wie die Igreja Evangélica Assembleia de Deus (Assemblies of God), die von Maria de Fátima Wadhoomall Gomes geleitet wurde, die Bethel Church und die Pfingstbewegung.
Aufgrund der verschiedenen Probleme beschloss man sich auf das „Östliche Königreich“ zu beschränken und das „Südliche“ und „Westliche Königreich“ einer neuen Kirche zu überlassen. Diese entstand unter Führung von Arlindo Marçal im August 2008 mit der Igreja Evangélica Presbiteriana de Timor-Leste (IEPTL).
Für ihre Generalversammlung erhielt die IPTL 2016 von der Regierung 10.000 US-Dollar.

## Moderatoren
Der Moderator leitet die Kirche.
| Bild                                  | Name                            | Amtszeit                               |
| ------------------------------------- | ------------------------------- | -------------------------------------- |
|                                       | Vincente de Vasconcelos Ximenes | 1979–1992                              |
| Arlindo Marçal (2020)                 | Arlindo Marçal                  | 1992–2002                              |
| Francisco Maria de Vasconcelos (2018) | Francisco Maria de Vasconcelos  | 2004 (1999 bereits amtsführend) – 2008 |
|                                       | Moises António da Silva         | 2008–2017                              |
| Lourenço dos Santos (2020)            | Lourenço dos Santos             | 2017 bis mindestens 2020               |
| Domingos Alves (2023)                 | Domingos Alves                  | Stand 2023                             |